# Vishneve (Izmaíl)
Vishneve (en ucraniano: Вишневе) es un pueblo ucraniano perteneciente al óblast de Odesa. Situado en el suroeste del país, es parte del raión de Izmaíl y del municipio (hromada) de Safiani.

## Toponimia
Hasta 2024, el nombre oficial del lugar fue Pershotravneve (en ruso: Першотравневое; en búlgaro: Першотравневое), y en otros idiomas se conocía como Hasan-Aspaga (en rumano: Hasan-Aspaga). 

## Geografía
Vishneve está situado a orillas del lago Katlabug, a 50 km de Izmaíl.

## Historia
El pueblo fue fundado en 1813 por los lipovanos y originalmente se llamaba Hasan-Aspaga (en ucraniano: Гасан-Аспага). 
El sitio formó parte del reino de Rumania en el periodo de entreguerras y el lugar estaba en la zona de interés de los activistas bolcheviques de la URSS. Varios aldeanos participaron en el levantamiento de 1924, y la policía rumana descubrió y arrestó a los miembros de la organización comunista en 1925. 
Con el pacto Ribbentrop-Mólotov, Hasan-Aspaja fue entregado a la URSS como el resto de Besarabia. Entre 1941 y 1944, Hasan-Aspaga fue ocupado por tropas rumanas y alemanas.  
Por decreto de la RSS de Ucrania del 14 de noviembre de 1945, el pueblo de Hasan-Aspaja pasó a llamarse Pershotravneve.
En 2023, el grupo de trabajo de la Comisión Nacional de Estándares Lingüísticos Estatales incluyó a Pershotravneve en la lista de asentamientos en Ucrania que pueden renombrarse como parte de las campañas de descomunización y la derusificación en Ucrania. El nombre elegido fue Vishneve, aprobado en la Rada Suprema el 19 de septiembre de 2024.

## Demografía
La evolución de la población de Vishneve entre 1930 y 2001 fue la siguiente:
| 2565                                                          | 3036 | 2101 | 2020 |
| (Fuente: Cities & Towns of Ukraine y UKRAINE: Größere Städte) |      |      |      |

Según el censo de 2001, la lengua materna de la mayoría de los habitantes, el 90,27%, es el ucraniano; del 39,86% es el ruso; del 3,92%, el rumano; del 3,07%, el gagaúzo; y del 2,39%, el búlgaro. En el censo de 1930, el 62,11% de la población eran rusos y el 37,31% son rumanos.